# Talijanska nogometna reprezentacija
Talijanska nogometna reprezentacija predstavlja Italiju u međunarodnim nogometnim natjecanjima, a nalazi se pod vodstvom Talijanskog nogometnog saveza (FIGC), vodećeg nogometnog tijela u državi. Talijanska je reprezentacija jedna od najuspješnijih u povijesti svjetskih prvenstava u nogometu. Osvojila je četiri naslova svjetskih nogometnih prvaka (1934., 1938., 1982. i 2006.). Talijani su također osvojili i dva naslova prvaka Europe (1968., 2020.), jedan naslov olimpijskih prvaka (1936.) te dva međunarodna kupa srednje Europe. 
Tradicionalna boja nogometne reprezentacije (i svih ostalih sportskih reprezentacija države) je nebesko plava (tal. azzurro) pa su po njoj članovi sastava dobili nadimak Azzurri.

## Povijest

### Počeci i prva dva svjetska prvenstva (1910. – 1938.)
Prvu službenu utakmicu reprezentacija Italije odigrala je 15. svibnja 1910. godine u Milanu gdje su pobijedili Francusku rezultatom 6:2. Zbog nesuglasica igrači iz kluba Pro Vercelli, tada najboljeg kluba Serie A, nisu nastupili za reprezentaciju. Na kraju utakmice, igrači su kao nagradu dobili kutije cigareta koje im je bacilo više od četiri tisuće gledatelja. Taj prvi talijanski tim igrao je u postavi 2–3–5: Varisco, Cali; Trere, Fossati, Capello; Debernardi, Rizzi, Cevenini I, Lana, Boiocchi. Prvi kapetan reprezentacije bio je Francesco Cali. 
Prvi uspjeh na službenim nogometnim turnirima Italija je doživjela tijekom Ljetnih olimpijskih igara 1928. godine održanim u Amsterdamu gdje su osvojili broncu. Nakon što su izgubili polufinalnu utakmicu od Urugvaja, u utakmici za treće mjesto uvjerljivo su porazili Egipat rezultatom 11:3 te osigurali treće mjesto na turniru.
Nakon što se nisu uspjeli kvalificirati na prvo svjetsko nogometno prvenstvo (1930. godine u Urugvaju), talijanska nogometna reprezentacija osvojila je dva sljedeća prvenstva za redom (1934. i 1938. godine) pod vodstvom trenera Vittorija Pozza i genijalnog igrača Giuseppea Meazze koji se i danas smatra jednim od najboljih talijanskih nogometnih igrača svih vremena. Od ostalih igrača koji su igrali za tu generaciju svakako treba izdvojiti Luisa Montija, Giovannija Ferrarija, Giuseppea Ruffina i Virginija Rosetta. Talijani su u finalu 1934. godine porazili reprezentaciju Čehoslovačke rezultatom 2:1 u Rimu pogocima Raimunda Orsija i Angela Schiavija. 

### Razdoblje poslije Drugog svjetskog rata (1946. – 1966.)
Tragičan gubitak igrača iz kluba Torino 1949. godine (pobjednika prethodne četiri talijanske lige) u zrakoplovnoj nesreći Superga direktno je uticao na to da je reprezentacija izgubila čak desetoricu od jedanaestorice prvotimaca. Sljedeće godine, Italija nije uspjela proći skupinu na svjetkom prvenstvu u Brazilu, dijelom i zbog dugog i fizički iscrpljujućeg putovanja brodom (zbog straha od još jedne tragedije nisu se usudili putovati zrakoplovom).
Na svjetskim prvenstvima održanim između 1954. i 1962. godine Italija također nije uspjela proći dalje od razigravanja po skupinama, a za prvenstvo 1958. se čak nije niti kvalificirala. Tijekom ranih 60-ih godina prošlog stoljeća talijanski klubovi Milan i Inter dominirali su međunarodnom klupskom scenom pa reprezentacija nije uspjela ostvarivati velike rezultate. Tako se nije uspjela kvalificirati na prvo Europsko prvenstvo održano 1960. godine, a na onom održanom četiri godine kasnije izbacio ih je SSSR u osmini-finala. 
Njihov nastup na svjetskom prvenstvu 1966. godine zauvijek će ostati upamćen po 0:1 porazu od Sjeverne Koreje. Unatoč tome što su na turnir došli kao jedni od favorita, Azzurri, čija su momčad tada predvodili igrači poput Rivere i Bulgarellija, bili su eliminirani već u prvoj fazi natjecanja od poluprofesionalnog sjeverno-korejskog tima, a strijelac jedinog pogotka Pak Doo-Ik okarakteriziran je kao "David koji je ubio Golijata".

### Europski prvaci i finalisti svjetskog prvenstva (1968. – 1976.)
Godine 1968. pobijedivši reprezentaciju Jugoslavije u Rimu, Azzurri su osvojili svoje prvo veliko natjecanje nakon svjetskog prvenstva 1938. - Europsko nogometno prvenstvo. To je bilo jedino finale do danas kada su se igrale dvije utakmice. Nakon što su produžeci prve utakmice završili neodlučenim 1:1 rezultatom (i prije pravila raspucavanja s bijele točke) pravila su nalagala da se nekoliko dana kasnije igra još jedna utakmica. U "uzvratu" Talijani su slavili 2:0 (pogocima Rive i Anastasija) te postali prvaci Europe.
Godine 1970. Talijani su bili jedni od najvećih favorita za osvajanje krune svjetskih pravaka. Uz fantastičnu igru osvajača Europskog prvenstva poput Giacinta Facchettija, Rivere i Rive te uz novog napadača Roberta Boninsegnu, Azzurri su uspjeli doseći finale svjetskog nogometnog prvenstva prvi puta nakon pune 32 godine. U finale su stigli zahvaljujući jednoj od najslavnijih nogometnih utakmica u povijesti poznatijoj pod imenom "Uktamica stoljeća" odigranoj 17. lipnja 1970. godine u polufinalu turnira protiv Zapadne Njemačke. Italija je utakmicu dobila 4:3 (regularan dio utakmice završio je 1:1, a onda je u produžecima palo još 5 zgoditaka). Premda su u finalu poraženi od fantastičnih Brazilaca, talijanska reprezentacija iz 70-ih godina prošlog stoljeća i danas se smatra ponajboljom generacijom igrača u povijesti. Ta "Meksička generacija" kraj svojih međunarodnih uspjeha je doživjela na svjetskom prvenstvu 1974. godine kada ih je u prvom kolu izbacila reprezentacija Poljske.

### Svjetski prvaci po treći put (1978. – 1982.)
Svjetsko nogometno prvenstvo održano u Argentini 1978. godine iznjedrilo je novu generaciju talijanskih igrača od kojih je najpoznatiji bio Paolo Rossi. U prvom kolu Talijani su igrali jako dobro i bili jedini tim na turniru koji je porazio kasnije prvake i domaćine Argentinu. U drugom kolu rezultati utakmica protiv Zapadne Njemačke (0:0), Austrije (1:0) i Nizozemske (1:2) odveli su Talijane do utakmice za treće mjesto gdje su poraženi od Brazila 1:2. Kao i u utakmici protiv Nizozemske, talijanski golman Dino Zoff primio je zgoditak iz velike udaljenosti te je zbog toga proglašen glavnim krivcem poraza. Nakon toga Italija je bila domaćin Europskog prvenstva 1980. godine, prvog prvenstva na kojem je nastupilo osam reprezentacija (umjesto dotadašnje četiri) i na kojem se domaćin automatski kvalificirao na natjecanje. Italiju je u utakmici za treće mjesto pobijedila reprezentacija Čehoslovačke nakon boljeg izvođenja jedanaesteraca (Italija je na tom prvenstvu odigrala neriješene utakmice sa Španjolskom i Belgijom, te jedva pobijedila Englesku rezultatom 1:0). 
Nakon skandala u Seriji A tijekom kojega su neki igrači reprezentacije poput Paola Rossija osuđeni i suspendirani zbog namještanja utakmica i ilegalnog klađenja, Azzurri su došli na svjetsko prvenstvo 1982. godine praćeni skepsom i nelagodom. Uspjeli su proći u drugi krug natjecanja nakon neinspirirajućih neriješenih rezultata protiv Poljske, Perua i Kameruna. Zbog ogromnih kritika u javnosti, reprezentacija je tijekom prvenstva odlučila prekinuti sve kontakte s medijima, a samo su izbornik Enzo Bearzot i kapetan Dino Zoff davali izjave.
Njihova snaga napokon se pokazala u drugoj fazi natjecanja, u pravoj skupini smrti s Argentinom i Brazilom - braniteljima naslova i jedinom drugom reprezentacijom za koju se smatralo da ih može poraziti. U prvoj utakmici, Talijani su pobijedili 2:1 Maradoninu Argentinu nakon teške i grube utakmice u kojoj su talijanski braniči i vezni igrači dokazali svoje vještine. Pogotke za Italiju postigli su Marco Tardelli i Antonio Cabrini. Nakon što je Brazil porazio Argentinu 3:1, Italija je trebala pobjedu kako bi prošla u polufinale. Tijekom utakmice Talijani su dva puta vodili pogocima Paola Rossija, ali su se Brazilci oba puta vratili. Kada je Paolo Roberto Falcão zabio za 2:2 zahvaljujući boljoj gol-razlici Brazil je bio u polufinalu; ali u 74. minuti Rossi je postigao pobjedonosni zgoditak i odveo Talijane u polufinale nakon jedne od najboljih utakmica na svjetskim prvenstvima. U polufinalu se Italija vrlo lako obračunala s Poljacima koje su pobijedili rezultatom 2:0. Oba pogotka postigao je Rossi.
Italija se u finalu sastala sa Zapadnom Njemačkom koja je polufinale prošla zahvaljujući boljem izvođenju jedanaesteraca protiv Francuske. Prvo poluvrijeme završilo je bez pogodaka, nakon što je Cabrini promašio penal. U drugom poluvremenu Paolo Rossi još jedanput je postao strijelcem i dok su Nijemci napadali kako bi izjednačili, Tardelli i zamjena Alessandro Altobelli iz protunapada zabili su po još jedan pogodak. Paul Breitner postigao je utješni pogodak za Zapadnu Njemačku sedam minuta prije kraja te tako postao drugi igrač nakon Peléa koji je postigao pogotke u dva finala svjetskih prvenstava.
Tardellijev vrisak i slavlje nakon postignutog pogotka i danas se pamti kao simbol talijanskog trijumfa na tom svjetskom prvenstvu. Paolo Rossi postao je najboljim strijelcem prvenstva (šest pogodaka), a 40-godišnji golman-kapetan Dino Zoff postao je najstariji nogometaš koji je osvojio svjetsko prvenstvo. 

### Svjetski i europski doprvaci (1984. – 2004.)
Dvadeset i četiri godine nakon trijumfa na svjetskom prvenstvu 1982. godine, Azzurri su igrali ključnu ulogu na svjetskoj nogometnoj pozornici, ali nisu uspjeli osvojiti niti jedan turnir. Nisu se uspjeli kvalificirati na europsko prvenstvo 1984. godine, a na svjetskom prvenstvu 1986. godine u osmini-finala izbacila ih je Francuska rezultatom 0:2. Na sljedećem europskom prvenstvu održanom 1988. godine Italija je došla do polufinala gdje ih je rezultatom 0:2 pobijedio SSSR. Te iste godine na Olimpijskim igrama izgubili su od reprezentacije Zambije. 
Po drugi puta Italija je bila domaćin svjetske nogometne smotre 1990. godine. Tadašnja reprezentacija sastojala se od talentiranih napadača Salvatorea Schillacija i mladog Roberta Baggija. Unatoč tome što su bili favoriti za osvajanje titule i činjenici da u prvih pet utakmica nisu primili pogodak, Talijani su izgubili u polufinalu od branitelja naslova Argentinaca nakon lošijeg izvođenja jedanaesteraca (regularni dio utakmice završio je rezultatom 1:1, a Argentina je na penale pobijedila 3:4). Talijani su poveli pogotkom Schillacija u prvom poluvremenu, ali je Claudio Caniggia glavom izjednačio za Argentince u drugom. Aldo Serena promašio je posljednji penal (Roberto Donadoni također je promašio svoj udarac, odnosno golman Sergio Goycochea mu ga je obranio). U utakmici za treće mjesto Italija je pobijedila Englesku rezultatom 2:1, a zahvaljujući još jednom pogotku Schillaci je sa šest zgoditaka postao najboljim strijelcem turnira. Nakon toga Italija se nije uspjela kvalificirati za europsko prvenstvo 1992. godine.
Na sljedećem svjetskom prvenstvu održanom u SAD-u 1994. godine Talijani su krenuli vrlo skromnom igrom, ali na kraju uspjeli doći sve do finala turnira. Izgubili su prvu utakmicu od Irske (0:1) čime je to postala jedina utakmica koju je Italija izgubila u regularnom dijelu (dakle, ne računajući one koje su otišle u produžetke ili koje su odlučene nakon raspucavanja s bijele točke) tijekom tri svjetska prvenstva za redom (od 1990. do 1998. godine) te jedna od samo pet utakmica općenito koje su izgubili u regularnom dijelu od 1988. godine do danas bilo na europskim ili svjetskim nogometnim prvenstvima (na europskom prvenstvu 1996. godine izgubili su od Češke 1:2, na svjetskom prvenstvu 2002. godine izgubili su od Hrvatske 1:2, na europskom prvenstvu 2008. godine izgubili su od Nizozemske 0:3 te na svjetskom prvenstvu 2010. godine izgubili su od Slovačke 2:3). Nakon teške 1:0 pobjede protiv Norveške i neodlučenog 1:1 rezultata protiv Meksika, Itailja je prošla u osminu-finala zahvaljujući boljoj gol-razlici (sve četiri reprezentacije u skupini imale su isti broj bodova). Tamo ih je dočekala Nigerija koja je povela 0:1 i taj rezultat na semaforu stajao je sve do 88. minute kada je Robeto Baggio postigao izjednačujući pogodak, a onda u produžecima s bijele točke i pobjedonosni za konačan 2:1 rezultat i odlazak u četvrtfinale. U četvrtfinalu Italija je igrala protiv Španjolske, a Baggio je još jedanput bio strijelac kasnog pogotka za 2:1 pobjedu. U polufinalu Baggio je ponovno bio strijelac dva pogotka za 2:1 pobjedu protiv Bugarske. U finalu su ih čekali Brazilci i nakon što su regularni dio utakmice te produžeci završili rezultatom 0:0, pristupilo se izvođenju jedanaesteraca. Tu je Italija izgubila rezultatom 2:3 nakon što je Baggio, koji je igrao pod ozljedom, promašio posljednji penal na utakmici, poslavši loptu preko gola.
Italija na europskom prvenstvu u Engleskoj 1996. godine nije prošla skupinu. Pobijedila je Rusiju 2:1, ali istim rezultatom izgubila od Čeha pa joj je za prolaz bila potrebna pobjeda protiv Nijemaca u trećem kolu. Ipak, Gianfranco Zola nije iskoristio odlučujući penal u utakmici koja je završila 0:0 (Njemačka će kasnije osvojiti turnir). U kvalifikacijama za svjetsko prvenstvo 1998. godine, Azzurri su na Wembleyju svladali Englesku 0:1 pogotkom Zole. Na turniru su došli sve do četvrt-finala gdje su još jedanput, treći puta za redom, morali igrati penale, ovoga puta protiv Francuske. Regularni dio utakmice završio je 0:0, ali je Francuska prošla dalje (i u konačnici osvojila turnir) boljim izvođenjem jedanaesteraca (3:4). S dva postignuta pogotka na tom prvenstvu, Roberto Baggio je i dalje jedini talijanski igrač u povijesti koji je postigao pogotke na tri različita svjetska prvenstva. 
Tijekom europskog prvenstva 2000. godine Italija je ponovno bila prisiljena igrati na jedanaesterce, ali ovaj puta ih je odradila uspješno i prošla u finale (u polufinalu su pobijedili su-domaćina Nizozemsku). Talijanski golman Francesco Toldo zaustavio je čak jedan jedanaesterac i tijekom regularnog dijela utakmice te još dva dodatna u raspucavanju, a povrh toga nizozemski igrači nisu uspjeli pogoditi okvir gola s bijele točke iz još jednog penala dosuđenog u utakmici te drugog tijekom raspucavanja tako da su od sveukupno 6 penala koliko su ih imali u tom polufinalu pogodili samo jednom. Italija je natjecanje završila na drugom mjestu, nesretno izgubivši finale 1:2 od Francuske (zlatnim pogotkom u produžecima) i to nakon što su Francuzi izjednačili za 1:1 trideset sekundi prije kraja regularnog dijela utakmice. Nakon poraza trener Dino Zoff dao je ostavku nakon što ga je predsjednik Milana i političar Silvio Berlusconi oštro kritizirao. 
Na svjetskom prvenstvu 2002. godine Italija je odigrala težak i loš turnir. Nakon sigurne 2:0 pobjede protiv Ekvadora (oba pogotka postigao je Christian Vieri) uslijedio je niz kontroverznih utakmica. Tijekom susreta s Hrvatskom, Talijanima nisu priznata dva regularna pogotka (utakmica je završila porazom 1:2). Ipak, neriješeni 1:1 rezultat protiv Meksika bio je dovoljan da Italija prođe skupinu i ode u osminu-finala. Tamo ih je, međutim, izbacio domaćin prvenstva - Južna Koreja - rezultatom 1:2. Utakmica se i danas smatra kontroverznom zbog mnogih sumnjivih sudačkih odluka koje su direktno utjecale na igru Italije. Pri vodstvu 1:0 Tommasi je postigao pogodak koji bi povećao prednost Talijana na 2:0 i to petnaest minuta pred kraj utakmice, ali je isti poništen zbog (navodnog) zaleđa. U produžecima Južna Koreja zabila je pobjedonosni pogodak za konačnih 1:2 i poslala Talijane kući.
Više sreće nije bilo niti na europskom prvenstvu 2004. godine kojeg je Italija završila već nakon razigravanja po skupinama. Budući da su Talijani, Danci i Šveđani imali isti broj bodova, odlučivala je ukupna gol-razlika između te tri reprezentacije, a Italija je tu bila najlošija. Pobjednički gol u trećoj utakmici protiv Bugarske Antonija Cassana pokazao se nedovoljnim, a nakon što je sudac odsvirao kraj talijanski napadač napustio je travnjak u suzama. 

### Četvrti put svjetski prvaci (2006.)
Nastup Italije na nadolazećem Svjetskom prvenstvu 2006. godine u Njemačkoj bio je popraćen otvorenim pesimizmom zbog kontroverza oko skandala koji je potresao Serie A te iste godine. Međutim, sva negativna predviđanja su opovrgnuta nakon što su Azzurri osvojili svoj četvrti naslov svjetskog prvaka.
Prvu utakmicu Italija je igrala protiv Gane i pobijedila 2:0 pogocima Andreje Pirla i zamjene Vincenza Iaquinte. Nastup reprezentacije od strane predsjednika FIFA-e Seppa Blattera ocijenjen je kao jedan od najboljih od svih u prvom kolu prvenstva.
Druga utakmica bila je puno lošija. Završila je rezultatom 1:1 protiv SAD-a nakon što je Alberto Gilardino glavom izjednačio ono što je njegov kolega Cristian Zaccardo uprskao auto-golom. Odmah poslije izjednačenja vezni igrači Daniele De Rossi iz Italije i Pablo Mastroeni i Eddie Pope iz SAD-a su dobili crvene kartone pa su na terenu gotovo cijelo drugo poluvrijeme igrala desetorica protiv devetorice. Ipak, Italija nije uspjela zabiti pobjednički pogodak premda je Gennaru Gattusu poništen pogodak za kojeg se i danas smatra da je bio regularan (suđeno je zaleđe). Ista stvar dogodila se i na suprotnoj strani kada je DaMarcus Beasley postigao zgoditak iz, navodnog, zaleđa. De Rossi je zbog udaranja McBridea laktom u lice dobio suspenziju od četiri utakmice i vratio se tek u finalu.
Svoje utakmice u razigravanju po skupinama Italija je završila pobjedom 2:0 protiv Češke. Zgoditke su postigli Marco Materazzi i napadač Filippo Inzaghi. Italija je prošla u osminu-finala gdje ih je čekala Australija. U toj utakmici, Materazzi je u ranoj fazi drugog poluvremena potjeran s terena nakon kontroverzne sudačke odluke zbog njegovog starta za Marcu Brescianiju. U sudačkoj nadoknadi drugog poluvremena Talijanima je sudac Cantalejo dosudio jedanaesterac nakon prekršaja Lucasa Neilla nad Fabiom Grossom. Francesco Totti je pogodio i rezultatom 1:0 Italija je prošla u četvrt-finale natjecanja.
U četvrt-finalu Talijani su pobijedili Ukrajinu uvjerljivim rezultatom 3:0. Gianluca Zambrotta ranim pogotkom donio je prednost svojoj momčaci, a u drugom poluvremenu Luca Toni je zabio još dva pogotka za konačan rezultat. Nakon utakmice, trener Marcello Lippi posvetio je pobjedu bivšem talijanskom reprezentativcu Gianluci Pessottu koji se u to vrijeme oporavljao u bolnici nakon navodnog pokušaja samoubojstva.
Polufinale je donijelo okršaj dugogodišnjih rivala - Italije i Njemačke kojeg je Italija dobila rezultatom 2:0 i to pogocima u posljednjim minutama drugog produžetka. Nakon uzbudljivih pola sata produžetaka u kojima su Gilardino i Zambrotta pogodili okvir gola, Grosso je zabio u 119. minuti nakon ubačaja Pirla. Napadač Alessandro Del Piero koji je ušao kao zamjena dvije minute kasnije potvrdio je pobjedu iz protunapada kojeg su organizirali Cannavaro, Totti i Gilardino. Azzurri su svoj četvrti naslov svjetskih prvaka osvojili nakon što su u finalu pobijedili Francusku u Berlinu, 9. srpnja, nakon boljeg izvođenja jedanaesteraca (5:3). Regularni dio utakmice završio je 1:1. Francuski kapetan Zinedine Zidane postigao je pogotak s bijele točke u 7. minuti utakmice, ali već 12. minuta kasnije Materazzi je pogotkom glavom sve vratio na početak i na taj se način iskupio za skrivljeni jedanaesterac. U drugom poluvremenu Toni je postigao pogodak, ali je suđeno zaleđe. Tijekom izvođenja jedanaesteraca, David Trezeguet je jedini Francuz koji nije uspio pogoditi (pogodio je prečku), a Talijani su uspješno izveli sve svoje penale (Pirlo, Materazzi, De Rossi, Del Piero i Grosso) te na taj način osvojili titulu. Italija je do danas jedina reprezentacija koja je u finalima svjetskih nogometnih prvenstava dva puta igrala jedanaesterce; 1994. i 2006.
Deset različitih igrača postiglo je pogotke za Italiju na ovom prvenstvu, a njih pet zabile su zamijene dok su četiri pogotka postigli obrambeni igrači. Sedam igrača - Gianluigi Buffon, Fabio Cannavaro, Gianluca Zambrotta, Andrea Pirlo, Gennaro Gattuso, Francesco Totti i Luca Toni - izabrano je za ekipu turnira od 23 igrača. Buffon je također osvojio nagradu Lev Yashin kao najbolji vratar prvenstva; on je tijekom cijelog turnira primio samo dva pogotka i to jedan autogol (od suigrača Zaccarda) te onaj u finalu kad ga je s bijele točke svladao Zidane. Buffon je ostao nesavladan ukupno 460 minuta za redom.

### Nakon Svjetskog prvenstva (2006. – 2010.)
Nakon talijanskog trijumfa na Svjetskom prvenstvu, Lippi je najavio svoju ostavku. Nogometna zvijezda s prvenstva 1994. godine, Roberto Donadoni, najavljen je kao novi izbornik Azzurra 13. srpnja. U skupini kvalifikacija za Europsko prvenstvo 2008. godine Italija je igrala u skupini s Francuskom. Nakon kvalifikacija, Talijani su se nalazili na prvom mjestu, a Francuzi na drugom. 14. veljače 2007. godine FIFA je postavila Italiju na prvo mjesto najboljih reprezentacija svijeta s 1488 bodova, 37 bodova ispred tada drugoplasirane Argentine. Ovakvo priznanje Azzurri nisu dobili još od 1993. godine. Na Europskom prvenstvu 2008. Talijani su loše krenuli i prvu utakmicu protiv Nizozemske uvjerljivo izgubili rezultatom 0:3. Sljedeću utakmicu protiv Rumunjske odigrali su 1:1 (Christian Panucci postigao je izjednačujući pogodak minutu nakon što je Adrian Mutu za Rumunjsku zabio vodeći zgoditak nakon pogreške Gianluce Zambrotte). U 80. minuti Gianluigi Buffon obranio je jedanaesterac kojeg je izveo Mutu i tako osigurao remi.
Posljednju utakmicu protiv Francuske (repriza finala iz 2006.) Italija je dobila 2:0. Andrea Pirlo postigao je pogodak iz jedanaesterca, a Daniele De Rossi iz slobodnog udarca. Rumunjska, koja je prije trećeg kola imala bod prednosti nad Talijanima, izgubila je 0:2 od Nizozemske pa je tako Italija prošla u četvrt-finale gdje se susrela s budućim prvacima Španjolcima (izgubili su utakmicu 2:4 nakon jedanaesteraca). Tjedan dana nakon utakmice ugovor s trenerom Robertom Donadonijem je raskinut, a novi/stari izbornik postao je Marcello Lippi.
Uz nadu da će obraniti naslov svjetskog nogometnog prvaka, Italija se kvalificirala na Kup konfederacija održan u Južnoj Africi 2009. godine. Prvu utakmicu protiv SAD-a Italija je dobila rezultatom 3:1, ali porazi od Egipta (0:1) i Brazila (0:3) označili su kraj njihovog nastupa na tom natjecanju. Ipak, reprezentacija se kvalificirala na završnicu Svjetskog nogometnog prvenstva u Južnoj Africi 2010. godine i to nakon što je u listopadu 2009. godine odigrala neriješenih 2:2 s Republikom Irskom. Dana 4. prosinca iste godine, nakon ždrijeba za Svjetsko prvenstvo, Italija je postavljena u Skupinu F s Paragvajem, Novim Zelandom i Slovačkom.
U Južnoj Africi, branitelji naslova eliminirani su već u razigravanju po skupinama (završili su na posljednjem mjestu svoje grupe). Protiv Paragvaja i Novog Zelanda, Italija je odigrala identičan rezultat (1:1), a izgubila od Slovačke (2:3). Rezultati su šokirali nogometni svijet. Bilo je to prvi puta u povijesti da Italija nije uspjela zabilježiti niti jednu pobjedu na Svjetskom prvenstvu, a uz to postala je tek treća reprezentacija u povijesti koja je kao branitelj naslova eliminirana već u razigravanju po skupinama (prva je bila Brazil 1966. te Francuska 2002. godine). Igrom slučaja, Francuska reprezentacija (koja je s Italijom igrala finale 2006.) također je eliminirana u grupnoj fazi natjecanja u Južnoj Africi nakon ništa boljeg nastupa od Talijana čime se prvi puta dogodilo da dva finalista s prethodnog prvenstva nisu uspjela proći razigravanje po skupinama na sljedećem.

### Era Cesarea Prandellija (2010. – 2018.)
Marcello Lippi odstupio je s mjesta talijanskog izbornika nakon Svjetskog prvenstva 2010. godine, a zamijenio ga je Cesare Prandelli koji je bio najavljen kao Lippijev nasljednik i prije početka prvenstva. Italija je svoju nogometnu kampanju pod Prandellijem započela s razočaravajućim 0:1 porazom od Obale Bjelokosti u prijateljskoj utakmici. Kvalifikacije za Europsko prvenstvo 2012. godine Italija je započela s Estonijom i to 2:1 pobjedom. Nakon toga stradali su Farski otoci rezultatom 5:0, a sa Sjevernom Irskom Talijani su odigrali miroljubivih 0:0. Pet dana kasnije dočekali su Srbiju; međutim, srpski navijači na stadionu Luigi Ferrari započeli su s nemirima, bacajući baklje u teren pa je utakmica prekinuta, a naknadno je UEFA odlučila dodijeliti tri boda Italiji. U prvoj utakmici 2011. godine, Italija je prijateljsku utakmicu s Njemačkom u Dortmundu na istom stadionu gdje su ih pobijedili 2:0 u polufinalu prvenstva 2006. godine odigrala 1:1. U ožujku 2011. godine Talijani su pobijedili Sloveniju rezultatom 1:0 i na taj način osigurali prvo mjesto kvalifikacijskoj skupini. Također su u prijateljskoj utakmici porazili Ukrajinu 2:0, premda su jedno vrijeme igrali tek s desetoricom igrača. Uz još jednu 3:0 pobjedu protiv Estonije u kvalifikacijama za Euro 2012., Italija je imala ishod 6-3-0 u pobjedama i porazima. Također su izjednačili rekord iz 2002. godine od 9 pobjeda bez poraza za redom (dok je izbornik bio Giovanni Trapattoni). Ipak, taj niz zaustavljen je 7. lipnja 2011. godine kada je Irska uspjela svladati Talijane 0:2 u prijateljskoj utakmici u Liegeu (zanimljivo, tadašnji izbornik Irske je bio upravo Giovanni Trapattoni).
U prijateljskoj utakmici u Bariju, 10. kolovoza 2011. godine Talijani su svladali aktualne Europske i Svjetske prvake Španjolce rezultatom 2:1. Nakon toga, također u domaćoj utakmici, iznenađujuće su poraženi od SAD-a u još jednoj prijateljskoj utakmici rezultatom 0:1. U skupini na Europskom prvenstvu 2012. Talijani su prvu utakmicu odigrali 1:1 sa Španjolskom, a istim rezultatom završila je utakmica s Hrvatskom. Nakon što su u trećoj utakmici pobijedili Irsku 2:0, razigravanje po skupinama završili su na drugom mjestu, iza Španjolske. U četvrt-finalu susreli su se s Engleskom koju su porazili nakon boljeg izvođenja jedanaesteraca (4:2); regularni dio utakmice završio je 0:0. Italiju je u polufinalu dočekala Njemačka, ali dvama pogodcima u prvom poluvremenu osporavani Mario Balotelli odveo je Talijane u finale još jednog velikog natjecanja (utakmica je završila rezultatom 2:1). Međutim, u finalu protiv Španjolske, Italija nije uspjela ponoviti svoju dobru igru iz prve utakmice i izgubila je rekordnim rezultatom za finale Europskih prvenstava - 0:4.

### 2018.−danas: Preporod s Mancinijem
14. svibnja 2018., Roberto Mancini je preuzeo kao trener Talijansku reprezentaciju.[nedostaje izvor]
Na Euru 2020. Italija je pobjedom nad Austrijom 2:1 u produžetku osmine finala srušila dva svjetska rekorda; po broju primljenih golova i po broju utakmica bez poraza. Talijanska reprezentacija nije primila gol u regularnih 90. minuta već u produžetku i tako su oborili rekord koji su talijanski reprezentativci držali od 1972. do 1974. godine. Od posljednjeg primljenog pogotka prošlo je 1168, oborivši dosadašnji 1143 minute. Također, utakmica s Austrijom im je bila 31. utakmica zaredom bez poraza i tako su srušili vlastiti rekord u kojem nisu nisu izgubili 30 utakmica od 1935. do 1939. Posljednji put su bili poraženi u UEFA Ligi nacija od Portugala s 1:0.
Pod Mancinijevom vodstvu Italija mijenja stil igre iz prepoznatljivog "catenaccia" koji obrambeni nogomet u moderan, pogresivan i atraktivan napadački nogomet.
Pobjedom nad Engleskom u finalu Eura 2020. nakon izvođenja jedanaesteraca osvaja po drugi puta naslov europskog prvaka.

## Dresovi reprezentacije kroz povijest
| Prvi dres (1922.) | Svjetsko prvenstvo 1934.-1938. | Svjetsko prvenstvo 1938. (protiv Francuske i Norveške) | Svjetsko prvenstvo 1962. - 1966. | Svjetsko prvenstvo 1966. (protiv Sjeverne Koreje) | Euro 1968. i Svjetsko prvenstvo 1970. - 1978. |

| Svjetsko prvenstvo 1982. - 1990. | Svjetsko prvenstvo 1994. | Euro 1996. | Svjetsko prvenstvo 1998. | Euro 2000. | Svjetsko prvenstvo 2002. |

| Svjetsko prvenstvo 2006. | Euro 2008. | Kup konfederacija 2009. | Svjetsko prvenstvo 2010. | Euro 2012. |  |

## Uspjesi na međunarodnim natjecanjima

### Svjetsko prvenstvo
| Godina | Faza natjecanja       | Mjesto                | Uta.                  | Pob.                  | Izj.*                 | Por.                  | Po.                   | Pr.                   |
| ------ | --------------------- | --------------------- | --------------------- | --------------------- | --------------------- | --------------------- | --------------------- | --------------------- |
| 1930.  | nisu nastupili        | -                     | -                     | -                     | -                     | -                     | -                     | -                     |
| 1934.  | Prvaci                | 1                     | 5                     | 4                     | 1                     | 0                     | 12                    | 3                     |
| 1938.  | Prvaci                | 1                     | 4                     | 4                     | 0                     | 0                     | 11                    | 5                     |
| 1950.  | 1. krug               | 7                     | 2                     | 1                     | 0                     | 1                     | 4                     | 3                     |
| 1954.  | 1. krug               | 10                    | 3                     | 1                     | 0                     | 2                     | 6                     | 7                     |
| 1958.  | nisu se kvalificrali  | -                     | -                     | -                     | -                     | -                     | -                     | -                     |
| 1962.  | 1. krug               | 9                     | 3                     | 1                     | 1                     | 1                     | 3                     | 2                     |
| 1966.  | 1. krug               | 9                     | 3                     | 1                     | 0                     | 2                     | 2                     | 2                     |
| 1970.  | Finalisti             | 2                     | 6                     | 3                     | 2                     | 1                     | 10                    | 8                     |
| 1974.  | 1. krug               | 10                    | 3                     | 1                     | 1                     | 1                     | 5                     | 4                     |
| 1978.  | 4. mjesto             | 4                     | 7                     | 4                     | 1                     | 2                     | 9                     | 6                     |
| 1982.  | Prvaci                | 1                     | 7                     | 4                     | 3                     | 0                     | 12                    | 6                     |
| 1986.  | Osmina finala         | 12                    | 4                     | 1                     | 2                     | 1                     | 5                     | 6                     |
| 1990.  | 3. mjesto             | 3                     | 7                     | 6                     | 1                     | 0                     | 10                    | 2                     |
| 1994.  | Finalisti             | 2                     | 7                     | 4                     | 2                     | 1                     | 8                     | 5                     |
| 1998.  | Četvrtfinale          | 5                     | 5                     | 3                     | 2                     | 0                     | 8                     | 3                     |
| 2002.  | Osmina finala         | 15                    | 4                     | 1                     | 1                     | 2                     | 5                     | 5                     |
| 2006.  | Prvaci                | 1                     | 7                     | 6                     | 1                     | 0                     | 12                    | 2                     |
| 2010.  | 1. krug               | 26                    | 3                     | 0                     | 2                     | 1                     | 4                     | 5                     |
| 2014.  | 1. krug               | 22                    | 3                     | 1                     | 0                     | 2                     | 2                     | 3                     |
| 2018.  | nisu se kvalificirali | nisu se kvalificirali | nisu se kvalificirali | nisu se kvalificirali | nisu se kvalificirali | nisu se kvalificirali | nisu se kvalificirali | nisu se kvalificirali |
| 2022.  | nisu se kvalificirali | nisu se kvalificirali | nisu se kvalificirali | nisu se kvalificirali | nisu se kvalificirali | nisu se kvalificirali | nisu se kvalificirali | nisu se kvalificirali |
| Ukupno | 18/21                 | 4 naslova             | 83                    | 45                    | 21                    | 17                    | 128                   | 77                    |

*Utakmice odlučene pomoću jedanaesteraca.
**Zlatna boja u pozadini označava da je natjecanje osvojeno. Crveni okvir označava da je turnir održan u Italiji.

### Europsko prvenstvo
| Godina | Mjesto               | Uta. | Pob. | Izj.* | Por. | Po. | Pr. |
| ------ | -------------------- | ---- | ---- | ----- | ---- | --- | --- |
| 1960.  | nisu nastupili       | -    | -    | -     | -    | -   | -   |
| 1964.  | nisu se kvalificrali | -    | -    | -     | -    | -   | -   |
| 1968.  | Prvaci               | 3    | 1    | 2     | 0    | 3   | 1   |
| 1972.  | nisu se kvalificrali | -    | -    | -     | -    | -   | -   |
| 1976.  | nisu se kvalificrali | -    | -    | -     | -    | -   | -   |
| 1980.  | 4. mjesto            | 4    | 1    | 3     | 0    | 2   | 1   |
| 1984.  | nisu se kvalificrali | -    | -    | -     | -    | -   | -   |
| 1988.  | 4. mjesto            | 4    | 2    | 1     | 1    | 4   | 3   |
| 1992.  | nisu se kvalificrali | -    | -    | -     | -    | -   | -   |
| 1996.  | 1. krug              | 3    | 1    | 1     | 1    | 3   | 3   |
| 2000.  | Finalisti            | 6    | 4    | 1     | 1    | 9   | 4   |
| 2004.  | 1. krug              | 3    | 1    | 2     | 0    | 3   | 2   |
| 2008.  | Četvrtfinale         | 4    | 1    | 2     | 1    | 3   | 4   |
| 2012.  | Finalisti            | 6    | 2    | 3     | 1    | 6   | 7   |
| 2016.  | Četvrtfinale         | 5    | 3    | 1     | 1    | 6   | 2   |
| 2020.  | Prvaci               | 7    | 5    | 2     | 0    | 13  | 4   |
| Ukupno | 10/16                | 45   | 21   | 18    | 6    | 52  | 31  |

*Utakmice odlučene pomoću jedanaesteraca.
**Zlatna boja u pozadini označava da je natjecanje osvojeno. Crveni okvir označava da je turnir održan u Italiji.

### FIFA Kup konfederacija
| Kup konfederacija | Kup konfederacija | Kup konfederacija | Kup konfederacija | Kup konfederacija | Kup konfederacija | Kup konfederacija | Kup konfederacija | Kup konfederacija | Kup konfederacija |
| Godina            | Faza natjecanja   | Pozicija          | Uta.              | Pob.              | Izj.*             | Por.              | Po.               | Pr.               |                   |
| ----------------- | ----------------- | ----------------- | ----------------- | ----------------- | ----------------- | ----------------- | ----------------- | ----------------- | ----------------- |
| 2009              | 1. krug           | 5.                | 3                 | 1                 | 0                 | 2                 | 3                 | 5                 |                   |
| 2013              | 3. mjesto         | 3.                | 5                 | 2                 | 2                 | 1                 | 10                | 10                |                   |
| Ukupno            | 3. mjesto         | 2/9               | 8                 | 3                 | 2                 | 3                 | 13                | 15                |                   |

## Trenutačni sastav
Zadnji put ažurirano: 5. lipnja 2021.
| 0#0 | Poz. | Igrač                       | Datum rođenja (dob)           | Nastupi | Golovi | Klub                |
| --- | ---- | --------------------------- | ----------------------------- | ------- | ------ | ------------------- |
| 1   | G    | Salvatore Sirigu            | 12. siječnja 1987. (dob: 34)  | 26      | 0      | Torino              |
| 2   | B    | Giovanni Di Lorenzo         | 4. kolovoza 1993. (dob: 27)   | 7       | 0      | Napoli              |
| 3   | B    | Giorgio Chiellini (kapetan) | 14. kolovoza 1984. (dob: 36)  | 106     | 8      | Juventus            |
| 4   | B    | Leonardo Spinazzola         | 25. ožujka 1993. (dob: 28)    | 13      | 0      | Roma                |
| 5   | V    | Manuel Locatelli            | 8. siječnja 1998. (dob: 23)   | 9       | 1      | Sassuolo            |
| 6   | V    | Marco Verratti              | 5. studenoga 1992. (dob: 28)  | 40      | 3      | Paris Saint-Germain |
| 7   | V    | Lorenzo Pellegrini          | 19. lipnja 1996. (dob: 24)    | 17      | 2      | Roma                |
| 8   | V    | Jorginho                    | 20. prosinca 1991. (dob: 29)  | 27      | 5      | Chelsea             |
| 9   | N    | Andrea Belotti              | 20. prosinca 1993. (dob: 27)  | 33      | 12     | Torino              |
| 10  | N    | Lorenzo Insigne             | 4. lipnja 1991. (dob: 30)     | 40      | 7      | Napoli              |
| 11  | N    | Domenico Berardi            | 1. kolovoza 1994. (dob: 26)   | 10      | 4      | Sassuolo            |
| 12  | V    | Matteo Pessina              | 21. travnja 1997. (dob: 24)   | 5       | 2      | Atalanta            |
| 13  | B    | Emerson                     | 3. kolovoza 1994. (dob: 26)   | 14      | 0      | Chelsea             |
| 14  | V    | Federico Chiesa             | 25. listopada 1997. (dob: 23) | 24      | 1      | Juventus            |
| 15  | B    | Francesco Acerbi            | 10. veljače 1988. (dob: 33)   | 13      | 1      | Lazio               |
| 16  | V    | Bryan Cristante             | 3. ožujka 1995. (dob: 26)     | 10      | 1      | Roma                |
| 17  | N    | Ciro Immobile               | 20. veljače 1990. (dob: 31)   | 45      | 12     | Lazio               |
| 18  | V    | Nicolò Barella              | 7. veljače 1997. (dob: 24)    | 22      | 4      | Internazionale      |
| 19  | B    | Leonardo Bonucci            | 1. svibnja 1987. (dob: 34)    | 101     | 7      | Juventus            |
| 20  | V    | Federico Bernardeschi       | 16. veljače 1994. (dob: 27)   | 30      | 6      | Juventus            |
| 21  | G    | Gianluigi Donnarumma        | 25. veljače 1999. (dob: 22)   | 25      | 0      | Milan               |
| 22  | N    | Giacomo Raspadori           | 18. veljače 2000. (dob: 21)   | 0       | 0      | Sassuolo            |
| 23  | B    | Alessandro Bastoni          | 13. travnja 1999. (dob: 22)   | 5       | 0      | Internazionale      |
| 24  | B    | Alessandro Florenzi         | 11. ožujka 1991. (dob: 30)    | 42      | 2      | Paris Saint-Germain |
| 25  | B    | Rafael Tolói                | 10. listopada 1990. (dob: 30) | 2       | 0      | Atalanta            |
| 26  | G    | Alex Meret                  | 22. ožujka 1997. (dob: 24)    | 2       | 0      | Napoli              |

### Poznati igrači
| - Demetrio Albertini - Enrico Albertosi - Alessandro Altobelli - Amedeo Amadei - Dino Baggio - Roberto Baggio - Franco Baresi - Romeo Benetti - Roberto Bettega - Giuseppe Bergomi |  | - Amedeo Biavati - Roberto Boninsegna - Giampiero Boniperti - Antonio Cabrini - Fabio Capello - Franco Causio - Luigi Cevenini - Giorgio Chinaglia - Giampiero Combi - Bruno Conti |  | - Mario Corso - Alessandro Costacurta - Alessandro Del Piero - Roberto Donadoni - Alberigo Evani - Giacinto Facchetti - Giovanni Ferrari - Guglielmo Gabetto - Claudio Gentile - Francesco Graziani |  | - Felice Levratto - Ezio Loik - Paolo Maldini - Roberto Mancini - Virgilio Maroso - Sandro Mazzola - Valentino Mazzola - Giuseppe Meazza - Romeo Menti - Luis Monti |  | - Raimundo Orsi - Gianluca Pagliuca - Carlo Parola - Armando Picchi - Silvio Piola - Paolo Pulici - Fabrizio Ravanelli - Paolo Rossi - Gigi Riva - Gianni Rivera |  | - Giuseppe Signori - Claudio Sala - Salvatore Schillaci - Gaetano Scirea - Marco Tardelli - Mauro Tassotti - Francesco Toldo - Gianluca Vialli - Christian Vieri - Walter Zenga - Dino Zoff - Gianfranco Zola |

### Igrači s najviše nastupa
| Broj | Igrač              | Godine           | Nastupi | Golovi |
| ---- | ------------------ | ---------------- | ------- | ------ |
| 1    | Gianluigi Buffon*  | 1997. – 2018.    | 176     | 0      |
| 2    | Fabio Cannavaro    | 1997. – 2010.    | 136     | 2      |
| 3    | Paolo Maldini      | 1988. – 2002.    | 126     | 7      |
| 4    | Daniele De Rossi*  | 2004. – 2017.    | 117     | 21     |
| 5    | Andrea Pirlo       | 2002. – 2015.    | 116     | 13     |
| 6    | Dino Zoff          | 1968. – 1983.    | 112     | 0      |
| 7    | Giorgio Chiellini* | 2004. – trenutno | 103     | 8      |
| 8    | Gianluca Zambrotta | 1999. – 2010.    | 98      | 2      |
| 9    | Leonardo Bonucci*  | 2010. – trenutno | 95      | 7      |
| 10   | Giacinto Facchetti | 1963. – 1977.    | 94      | 3      |

- Zvjezdica (*) označuje da je igrač još uvijek aktivan ili igra za nacionalni sastav.
- Broj nastupa i golova unesen poslije utakmice sa Armenijom: 18. studenog 2019.

### Igrači s najviše golova
| Broj | Igrač                | Godine        | Golovi | Nastupi |
| ---- | -------------------- | ------------- | ------ | ------- |
| 1    | Luigi Riva           | 1965. – 1974. | 35     | 42      |
| 2    | Giuseppe Meazza      | 1930. – 1939. | 33     | 53      |
| 3    | Silvio Piola         | 1935. – 1952. | 30     | 34      |
| 04   | Roberto Baggio       | 1988. – 2004. | 27     | 56      |
| 04   | Alessandro Del Piero | 1995. – 2008. | 27     | 91      |
| 06   | Adolfo Baloncieri    | 1920. – 1930. | 25     | 47      |
| 06   | Filippo Inzaghi      | 1997. – 2007. | 25     | 57      |
| 06   | Alessandro Altobelli | 1980. – 1988. | 25     | 61      |
| 09   | Christian Vieri      | 1997. – 2005. | 23     | 49      |
| 09   | Francesco Graziani   | 1975. – 1983. | 23     | 64      |

- Zvjezdica (*) označuje da je igrač još uvijek aktivan ili igra za nacionalni sastav.
- Broj nastupa i golova unesen poslije utakmice sa Armenijom: 18. studenog 2019.